# Mont Esaoman-Tottabetsu
Le mont Esaoman-Tottabetsu (エサオマントッタベツ岳, Esaoman Tottabetsu-dake) culmine à 1 902 m d'altitude dans les monts Hidaka en Hokkaidō au Japon.